# Austmarka, Innlandet
Austmarka är en tätort i Kongsvingers kommun i Innlandet fylke i sydöstra Norge. Byn med omnejd har cirka 1 200 invånare. Austmarka är känt som en av de ursprungliga finnbygderna i Kongsvingers kommun och upptar ca en 1/3 av kommunens yta. I öster och söder gränsar bygden till Sverige, i norr mot Brandvals socken. I sydväst mot Eidskogs kommun.

## Lokal service
I byn finns:
- Butik
- Skola
- Lekskola
- Pizzeria
- Blomsteraffär
- Bensinstation
- Vårdcentral
- Bredband
- Kyrka

## Finnbygd med sevärdheter och historia
Austmarka är en mycket vacker trakt med vad som skulle kunna beskrivas som Taigalandskap. 
Vattendrag, skogar och höga åsar möter besökaren. Man kan paddla till Austmarka helt från Glafsfjorden i Arvika i Sverige med vissa mindre avbrott. Utöver naturen kan man i området titta på en kvarn från 1600-talet som är renoverad. I byn finns också ett bygdemuseum med gamla byggnader i ägo av Austmarka historielag, en del av Norsk skogfinskt museum. Sikåa är ett industrikomplex från 1600-talet. Bygdens arv efter de skogsfinnar som invandrade under 1640-talet,  kan bevittnas genom att besöka de vackra finntorpen Kvåho och Åbborhøgda. Fin utsikt kan beskådas från Dronningens Utsikt inte långt från Masterud, som ligger norr om centrum.